# 天主教阿倫敦教區
天主教阿倫敦教區（拉丁語：Dioecesis Alanpolitana）是美國一個羅馬天主教教區，屬費城總教區。成立於1961年1月28日。
範圍包括賓夕法尼亞州東部五縣，教座位於州府阿倫敦。2006年有教友272,640人（佔轄區總人口23.5%）、151個堂區、282名司鐸。現任教區主教若望·奧利弗·巴雷斯。